# Kołowrat
Kołowrat (ros. Коловрат) – rosyjski zespół muzyczny identyfikowana ze sceną RAC (Rock Against Communism). Powstał w 1994 roku w Moskwie pod nazwą „Rosyjskie Getto”, stając się de facto pierwszą grupą w tym kraju grającą RAC. Jest grupą o zmiennym składzie (dwóch muzyków zginęło podczas walk ulicznych).
Jest to kultowy zespół wśród rosyjskich nacjonalistów, opisany jako „słynny” na scenie RAC, a także jako „najbardziej znany” z rosyjskich zespołów białej supremacji. Zespół jest też określany jako grupa neonazistowska.

## Działalność
Utwory zespołu nawiązują do ideologii narodowo-socjalistycznej, białej supremacji, rosyjskiego nacjonalizmu, jak i neonazistowskiego odłamu ruchu skinheadowskiego. W marcu 2004, po koncercie w Czechach, Dienis Gierasimow został zatrzymany w sprawie promowania nazizmu. Wyszedł na wolność 19 maja 2005 roku. Repertuar grupy jest dość różnorodny, można znaleźć zarówno ballady, jak i typowe dla tego rodzaju grup teksty ocierające się o tzw. street punk.
W tekstach można znaleźć nawoływania do walki rasowej, deportacji imigrantów, ale i również odwoływanie się do korzeni i rodzimej wiary Rosjan.
Najbardziej znany utwór to „Kosowski front”, który został napisany podczas bombardowań Jugosławii przez NATO w operacji Allied Force.

## Muzycy
Obecny skład zespołu
- Dienis Gierasimow – wokal, gitara, teksty
- Anton Buzmakow – gitara
- Pawieł Żukolenko – instrumenty klawiszowe
- Roman Łoziński – bębny
- Ilja Sutuła – gitara basowa

Byli członkowie zespołu
- Władimir (Bału) – wokal
- Aleksiej Karapuzow – gitara basowa
- Aleksandr Astachow – wokal
- Aleksandr Timoniczew – wokal
- Maksim Romanienko – gitara, drugi wokal
- Dmitrij Jeziepow – gitara basowa
- Wiaczesław Czekmieniew – perkusja
- Igor Dronow – gitara basowa
- Dmitrij Plechanow (Sadko) – wokal, instrumenty klawiszowe
- Ilja – gitara basowa

## Dyskografia
- 1995 – Слава России (Русское Гетто) – Sława Rosji (jako Rosyjskie Getto)
- 1998 – Национальная Революция – Narodowa Rewolucja
- 1999 – Кровь Патриотов – Krew Patriotów
- 1999 – Рок кованых сапог (live) – Rock z podkutymi butami (live)
- 2000 – Концерт В Москве (Памяти Игоря Тополина 16.02) (bootleg) – Koncert w Moskwie (ku pamięci Igora Topolina) (bootleg)
- 2000 – Концерт в Рязани 04.03 (bootleg) – Koncert w Riazańiu
- 2000 – Концерт в Питере 18.03 (bootleg) – Koncert w Sankt Petersburgu
- 2001 – Русско-Немецкое НС Единство (Split с Nahkampf) – Rosyjsko-Niemiecka jedność (wspólnie z Nahkampf)
- 2002 – Девятый вал – Najwyższa fala
- 2002 – Эра правой руки – Era Prawej Ręki
- 2003 – Пробивая молотом дорогу к победе – Młot na drodze ku zwycięstwu
- 2003 – Live in Selivaniha (bootleg) – Na żywo z Selivaniha
- 2003 – Концерт в Екатеринбурге (bootleg) – Koncert w Jekaterynburgu
- 2004 – Узник Совести – Więzień sumienia
- 2005 – Узник Совести (Переиздание)- Więzień sumienia (wznowienie)
- 2005 – Коловрат Над Всем Миром – Трибьют – Часть № 1 – Kolovrat przez cały świat
- 2007 – Guarda de Ferro & Kolovrat – European Freedom Express – Europejski pociąg do wolności
- 2008 – Радикальный голос – Radykalny głos
- 2008 – Тотальная война – Totalna wojna
- 2009 – Unity in Action (split z Hassgesang)